# Almenum
Almenum is een voormalige gemeente, dorp en buurtschap in de gemeente Harlingen in de Nederlandse provincie Friesland.

## Geschiedenis
Almenum ontstond op een terp, waarvan de geschiedenis teruggaat tot de 8e eeuw, toen er een kerk werd gebouwd, geweid aan de aartsengel Michaël. Er is een Friese sage over de St. Michaëlsdom, waarin wordt gezegd dat een rode wonderdoende banier in de dom zou zijn ingemetseld, de Magnusvaan. Die is genoemd naar Magnus Forteman, een fictieve figuur, die rond het jaar 800 moet hebben geleefd en die na de verovering door de Franken in de 8e eeuw bij de stichting van de dom van Almenum betrokken is geweest.
Tot Almenum behoorden in de middeleeuwen de sloten Bolta, Harlinga, Harns en Gratinga, naamgever van de latere Gratingabuurt. In de kerk van Almenum werden onder meer begraven de Harlinger drosten Christoffel von Sternsee (1560) en Georg van Espelbach (1575), beide onder monumentale grafplaten. 
In 1565 kreeg Harlingen van koning Filips II van Spanje toestemming om uit te breiden en in 1566 lag er een plan om de dorpskern van Almenum binnen de wallen te trekken. Die uitbreiding kwam er pas in 1580. Vanaf dat moment twistten Harlingen en Barradeel tot 1684 over de bijbehorende rechten en verplichtingen, totdat de toenmalige Friese stadhouder, Hendrik Casimir II van Nassau-Dietz, besliste dat de dorpskern van Almenum definitief aan Harlingen toekwam. De oude St. Michaëlsdom werd op de toren na gesloopt en in 1775 vervangen door de nieuwe Grote Kerk.
Van 1812 tot 1816 was Almenum een zelfstandige gemeente. In 1863 had Harlingen een plan om Almenum helemaal te annexeren, wat niet doorging. In april 1933 stond de wet in het staatsblad die de grenswijziging regelde waardoor een groot deel van Almenum bij Harlingen kwam. Na de Tweede Wereldoorlog werd de wijk Oosterpark gebouwd en verdween de plaats definitief.
Een buurtje ten noorden van het Van Harinxmakanaal aan de Harlingerstraatweg bij Midlum, werd tussen 1975 en 1994 op stafkaarten Almenum genoemd, hoewel deze buurt aan de andere kant van Harlingen lag dan het oorspronkelijke Almenum. Vanaf 2022 kreeg het buurtje de naam Saltryp. In 2016 duidde Nieuwe encyclopedie van Fryslân Almenum nog als een van de buurtschappen van Harlingen.

## Geboren
- Johan Jorna (1930-2016), beeldhouwer, medailleur

Stad en dorpen: Harlingen · Midlum · Wijnaldum

Buurtschappen: Atjetille ·De Blijnse · IJslumburen · Kiesterzijl (klein deel) · Koetille · Koningsbuurt · Roptazijl (deels) · Saltryp · Voorrijp

Voormalige buurtschappen: Almenum · Luidum · Ungabuurt

Friesland: Steden en dorpen      Nederland: Provincies · Gemeenten